# أسلاك علوية

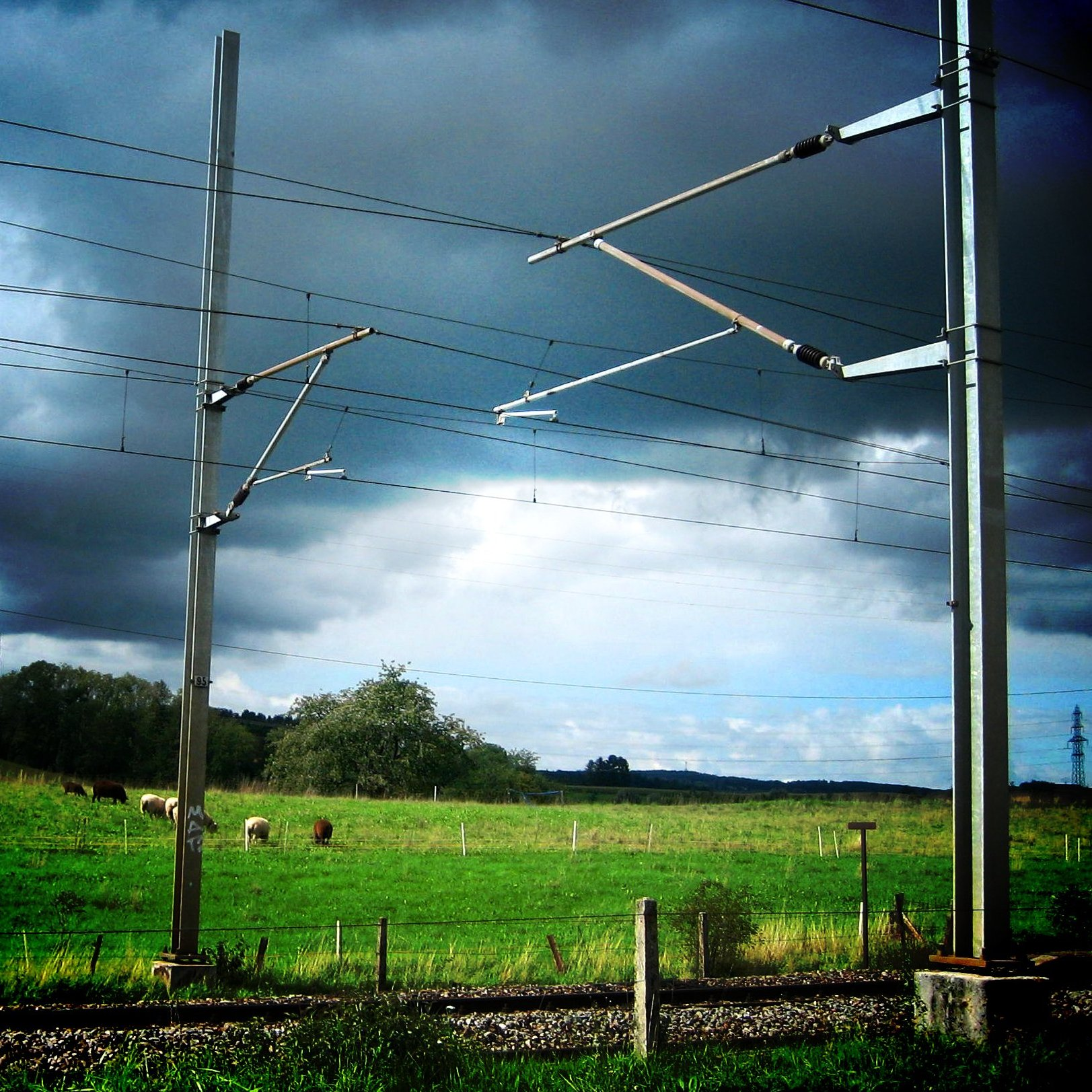
الخطوط الهوائية للسكك الحديدية الاتحادية السويسرية.

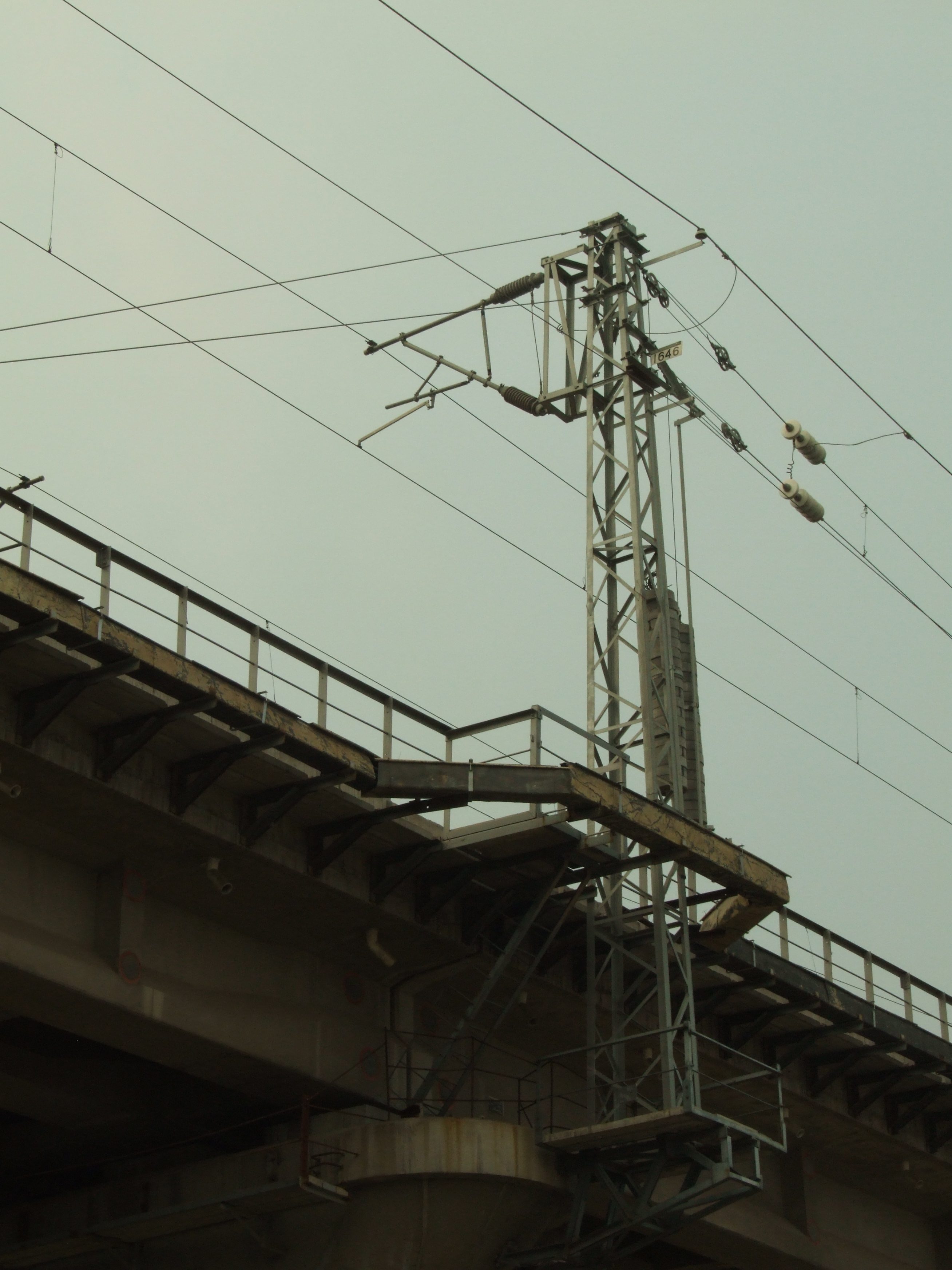
الخطوط الهوائية في الصين.

الأسلاك العلوية من أساليب تشغيل الترام أو المترو أو القطار الخفيف أو القطار الثقيل بالطاقة الكهربائية بدلا عن حرق الوقود، ويمكن أن تُستعمل أيضا لتشغيل الترولي باص.
وثمة وسائل أخرى لكهربة السكك الحديدية، منها القضيب الثالث (القضيب المكهرب) والبطاريات.
وتعرف مختلف أجزاء المنظومة على النحو التالي:
- نظام الاتصال العلوي (Overhead contact system).
- معدات خط الحمل (Overhead line equipment).
- المعدات العلوية (Overhead equipment).
- الأسلاك العلوية (Overhead wiring) أو الخطوط الهوائية (overhead lines).
- سلك القطار الكهربائي